# بوسطن ريفر
كلوب أتلتيكو بوسطن ريفر (بالإسبانية: Club Atlético Boston River)، المعروف باسم بوسطن ريفر ، هو نادي رياضي أوروغواياني يقع في مونتيفيديو . تأسس النادي في 20 فبراير 1939، ويلعب قسم كرة القدم الخاص به حاليًا في الدوري الأوروغواياني الممتاز . في دوري كرة الصالات التابع لاتحاد الأوروغواي لكرة القدم ، يتنافس النادي في الدرجة الأولى.